# Iljimae (serie televisiva 2008)
Iljimae (hangeul: 일지매, lett. Un ramo di fiori di pruno; titolo internazionale Iljimae, conosciuta anche come Iljimae: The Phantom Thief) è una serie televisiva sudcoreano trasmessa su SBS dal 21 maggio al 24 luglio 2008. È vagamente basata sul manhwa omonimo di Ko Woo-young pubblicato tra il 1975 e il 1977.

## Trama
Joseon, 1633 circa. Lee Gyeom è il figlio del virtuoso nobile Lee Won-ho, fedele sostenitore del re e membro dell'organizzazione segreta Cheonuhoe, composta da altri cinque importanti nobili e guidata dal sovrano. Quando un indovino cieco, osservando la casa di Lee Won-ho, riferisce al re di vedere una persona luminosa come il sole che sarà adorata dal popolo, il sovrano fa uccidere Won-ho affermando che "nello stesso cielo non possono esistere due soli". Gyeom, nascosto in un armadio dal padre, riesce a salvarsi e assiste al suo omicidio; poi, quando viene costretto a tirare una pietra alla madre per dimostrare di non essere suo figlio e non essere arrestato, perde la memoria a causa dello shock subìto e viene adottato da un ladro in pensione, Soe-dol, che lo ribattezza Yong. Tredici anni dopo, Yong recupera la memoria e si mette a cercare la sorella maggiore Yeon, solo per vederla condannata e impiccata.
L'omicidio della sorella maggiore fa nascere in Yong il desiderio di vendicarsi e, per trovare l'assassino della sua famiglia, di cui ricorda solo il simbolo sulla spada che vide tredici anni prima, diventa il misterioso ladro vestito di nero Iljimae. Il ladro si introduce nelle case dei nobili alla ricerca della spada, concentrandosi poi, quando scopre l'appartenenza di suo padre al Cheonuhoe, sui membri dell'organizzazione segreta; intanto, aiuta anche il popolo a combattere le ingiustizie, diventando un eroe. Sulla scena di ogni suo colpo lascia un fazzoletto che ritrae un ramo di fiori di pruno, simbolo della casa dove viveva e ricordo della sua infanzia. Il re e i nobili cercano di catturare Iljimae e scoprirne l'identità, in particolare la guardia Byeon Si-hoo, che vede l'occasione per riscattarsi dalla sua vita di miseria e diventare un nobile. Intanto, Yong s'innamora di Eun-chae, figlia del procuratore generale del palazzo reale, che non riesce a dimentare Lee Gyeom, il suo primo amore.

## Personaggi
- Lee Gyeom/Yong/Iljimae, interpretato da Lee Joon-gi e Yeo Jin-goo (da bambino)
Figlio minore di Lee Won-ho, è stato adottato da Dan-i e Soe-dol, che l'hanno battezzato "Yong". Ha perso la memoria in giovane età dopo aver visto suo padre morire ed essere stato costretto a lanciare una pietra contro sua madre per dimostrare di non essere suo figlio. Una volta cresciuto, quando recupera la memoria, decide di diventare un ladro e, con una scusa, si fa insegnare da Soe-dol le arti marziali e le tecniche dei ladri, diventando Iljimae. È un ragazzo immaturo che dà spesso dispiaceri ai suoi genitori adottivi.
- Byeon Eun-chae, interpretata da Han Hyo-joo e Kim Yoo-jung (da bambina)
La gentile e perfetta figlia di Byeon Shik, ha incontrato Lee Gyeom quando era bambina, se n'è innamorata e non l'ha mai dimenticato. Ammira il lavoro di Iljimae. Suo padre le ha affidato la costruzione di una prestigiosa locanda e tutti i documenti importanti. È molto gentile con i poveri e fa quello che può per aiutare.
- Bong-soon, interpretata da Lee Young-ah e Jung Da-bin (da bambina)
È la figlia dell'indovino che pronunciò la predizione che spinse il re a uccidere Lee Won-ho; in seguito, sua madre e suo padre furono uccisi. Suo fratello maggiore morì poco dopo perché degli assassini lo scambiarono per Gyeom, e uno di loro, Gong-gal, colto dal rimorso, la adottò. È diventata una ragazza molto decisa che non ha paura di dire quello che pensa; non ha mai dimenticato l'aiuto prestatole da Lee Gyeom durante la fuga anni prima e, quando scopre che si tratta di Yong, fa tutto il possibile per essergli utile. Impara anche a combattere nella speranza di vendicare la morte del fratello, non sapendo che è stato ucciso da Gong-gal.
- Cha-dol/Byeon Si-hoo, interpretato da Park Si-hoo e Lee David (da bambino)
Nato Cha-dol, è il figlio di Dan-i e Lee Won-ho, anche se questo non lo sa. Quando aveva dieci anni, Dan-i lo ha fatto passare per il figlio di Byeon Shik per salvargli la vita ed è stato accolto nella famiglia Byeon, cambiando il suo nome in Si-hoo, ma viene costantemente vessato da Si-wan e dalla matrigna; Eun-chae è l'unica a trattarlo bene. Diventa una guardia reale e, anche se è un semplice fante, usa il suo cervello per risolvere molti dei furti di Iljimae. Vuole catturare il ladro a ogni costo perché il re ha promesso a chi ci riuscirà di farlo diventare un nobile.
- Soe-dol, interpretato da Lee Moon-sik
Un ladro non molto abile e di buon cuore, ha cresciuto Cha-dol (fino all'età di 10 anni) e Yong come se fossero figli suoi. In passato era stato incaricato dalla madre di Lee Won-ho di liberarsi di Dan-i, che aspettava un figlio dall'uomo, ma quest'ultimo lo ha pagato per portare via la donna e prendersi cura del bambino. Anni dopo, viene costretto da Byeon Shik a sotterrare nel giardino di Lee Won-ho le prove usate per accusarlo di tradimento e da allora si sente in colpa nei confronti di Yong.
- Dan-i, interpretata da Kim Sung-ryung
La madre di Si-hoo, ama ancora Lee Won-ho, ma Soe-dol le ha raccontato che lui ha cercato di farla uccidere.
- Signora Han, interpretata da Lee Il-hwa
Madre di Gyeom e Yeon, dopo la morte di suo marito è diventata una schiava, ma ha approfittato di un incendio per scappare e, ora creduta morta, lavora come cuoca in un bordello.
- Lee Yeon, interpretata da Son Tae-young
La sorella maggiore di Lee Gyeom.
- Lee Won-ho, interpretato da Jo Min-ki
Il padre di Lee Gyeom e Lee Yeon, e fratello del re, anche se i figli non lo sanno.
- Gong-gal, interpretato da Ahn Gil-kang
Uno dei migliori assassini al servizio del re, dopo aver ucciso il fratello di Bong-soon si ritira, adotta Bong-soon e la cresce come una figlia. Diventa poi un monaco eccentrico che vende prodotti sessuali.
- Dae-shik, interpretato da Mun Ji-yoon
Il migliore amico di Yong, ama mangiare e lavora alla locanda di Sim-deok. Suo padre si trova nell'impero Qing e il ragazzo vuole trovarlo a tutti i costi.
- Heung-gyeon, interpretato da Kim Hyun-sung
Amico di Yong, lavora come calzolaio.
- Sim-deok, interpretata da Jung Jae-eu
Proprietaria di una locanda e datrice di lavoro di Dae-shik, è innamorata di Soe-dol.
- Jang Po-gyo, interpretato da Lee Won-jae
È un cacciatore di pellicce convinto che Yong sia Lee Gyeom.
- Byeon Shik, interpretato da Lee Won-jong
Procuratore generale del palazzo reale, è molto fedele al re e si arrabbia per niente.
- Byeon Si-wan, interpretato da Kim Mu-yeol
Il fratello maggiore di Eun-chae, è molto arrogante e viziato, e tratta tutti dall'alto in basso, soprattutto Si-hoo e Yong. Dopo essere stato salvato da quest'ultimo, inizia a trattarlo come un amico e finisce per fornirgli senza volere molte informazioni utili per le incursioni di Iljimae.
- Shim Gi-won, interpretato da Yang Jae-sung
Un ministro.
- Sa-cheon, interpretato da Kim Roi-ha
Il secondo dei tre assassini che hanno ucciso Lee Won-ho e capo delle guardie di palazzo. Tramanda le sue capacità a Si-hoo e considera il re un dio.
- Mu-i, interpretato da Jo Sang-ki
Sottoposto di Sa-cheon.
- Eun-bok, interpretato da Seo Dong-won
Figlio di Jang Po-gyo, è un fifone.
- Hee-bong, interpretato da Do Ki-seok
È il capo di una delle bande di teppisti più influenti e amico di Yong.
- Geok-doo, interpretato da Kim Kwan-sik
Il padre di Heung-gyeon.
- Mak-soe, interpretato da Jang Eun-pung
- Kang-woo, interpretato da Lee Seol-goo
- Re Injo, interpretato da Kim Chang-wan
Fratello di Lee Won-ho e sovrano di Joseon, uccide qualunque persona minaccia il suo trono. Pur essendo circondato da ministri corrotti, non fa nulla per fermarli.
- Fratello maggiore di Bong-soon, interpretato da Noh Young-hak

## Ascolti
| Episodio | Data di trasmissione | Dati TNMS           | Dati TNMS                  | Dati AGB            | Dati AGB                   |
| Episodio | Data di trasmissione | A livello nazionale | Area metropolitana di Seul | A livello nazionale | Area metropolitana di Seul |
| -------- | -------------------- | ------------------- | -------------------------- | ------------------- | -------------------------- |
| 1        | 21 maggio 2008       | 14,8%               | 15,4%                      | 15,5%               | 17,0%                      |
| 2        | 22 maggio 2008       | 17,6%               | 17,8%                      | 17,7%               | 18,4%                      |
| 3        | 28 maggio 2008       | 19,0%               | 19,1%                      | 17,1%               | 18,0%                      |
| 4        | 29 maggio 2008       | 18,9%               | 18,9%                      | 19,9%               | 20,3%                      |
| 5        | 4 giugno 2008        | 19,3%               | 20,5%                      | 18,6%               | 17,9%                      |
| 6        | 5 giugno 2008        | 18,6%               | 18,4%                      | 19,6%               | 18,6%                      |
| 7        | 11 giugno 2008       | 20,5%               | 20,7%                      | 20,0%               | 19,5%                      |
| 8        | 12 giugno 2008       | 23,0%               | 23,3%                      | 20,9%               | 21,0%                      |
| 9        | 18 giugno 2008       | 24,6%               | 25,0%                      | 22,4%               | 22,8%                      |
| 10       | 19 giugno 2008       | 23,1%               | 22,4%                      | 21,7%               | 21,6%                      |
| 11       | 25 giugno 2008       | 22,6%               | 22,6%                      | 20,7%               | 20,3%                      |
| 12       | 26 giugno 2008       | 24,6%               | 24,0%                      | 24,1%               | 23,9%                      |
| 13       | 2 luglio 2008        | 25,3%               | 25,0%                      | 22,0%               | 21,5%                      |
| 14       | 3 luglio 2008        | 25,4%               | 24,6%                      | 22,2%               | 21,4%                      |
| 15       | 9 luglio 2008        | 26,0%               | 26,1%                      | 23,0%               | 23,4%                      |
| 16       | 10 luglio 2008       | 27,6%               | 28,2%                      | 24,4%               | 24,3%                      |
| 17       | 16 luglio 2008       | 28,0%               | 29,3%                      | 24,0%               | 23,6%                      |
| 18       | 17 luglio 2008       | 27,8%               | 28,1%                      | 24,2%               | 24,0%                      |
| 19       | 23 luglio 2008       | 27,1%               | 26,8%                      | 25,0%               | 25,1%                      |
| 20       | 24 luglio 2008       | 31,0%               | 31,4%                      | 27,9%               | 28,4%                      |
| Media    | Media                | 23,2%               | 23,4%                      |                     |                            |

## Colonna sonora
1. Lonely Footsteps (외로운 발자국)
2. Flower Letter (화신) – Park Hyo-shin
3. Plum (매화)
4. Destiny (인연) – Ong-san
5. Red Shadow (붉은 그림자)
6. Crying Fate (운명에 외치다) – Bae Ki-seong (Ken)
7. Swamp of Darkness (어둠의 늪)
8. Uniquely Iljimae (의적 일지매)
9. Ginkgo Hill – Yu-yeol
10. Plum (versione orchestra) (매화 (Orch Ver.))
11. 휘파람새
12. 산촌별곡
13. Lonely Footsteps (versione chitarra) (외로운 발자국 (Gtr Version))
14. 운명의 맞수
15. Hwesang (titolo originale: Adonis) (회상 (원제: 아도니스)
16. Punk Love (풋내기 사랑)
17. Wanderer of Darkness (어둠의 방랑자)
18. An Invisible Enemy (보이지 않는 적)
19. Destiny (versione orchestra) (인연 (Orch ver.))
20. Flower Letter (versione orchestra) (화신 (花信) (Orch ver.))

## Riconoscimenti
| Anno | Premio               | Categoria                                           | Ricevente      | Risultato       |
| ---- | -------------------- | --------------------------------------------------- | -------------- | --------------- |
| 2008 | SBS Drama Awards     | Premio alla massima eccellenza, attore              | Lee Joon-gi    | Vincitore/trice |
| 2008 | SBS Drama Awards     | Premio all'eccellenza, attrice in un drama speciale | Lee Young-ah   | Candidato/a     |
| 2008 | SBS Drama Awards     | Miglior attore di supporto in un drama speciale     | Ahn Gil-kang   | Candidato/a     |
| 2008 | SBS Drama Awards     | Miglior attore di supporto in un drama speciale     | Lee Moon-sik   | Vincitore/trice |
| 2008 | SBS Drama Awards     | Miglior attrice di supporto in un drama speciale    | Kim Sung-ryung | Candidato/a     |
| 2008 | SBS Drama Awards     | Premio nuova stella                                 | Han Hyo-joo    | Vincitore/trice |
| 2008 | SBS Drama Awards     | Miglior giovane attore                              | Yeo Jin-goo    | Vincitore/trice |
| 2008 | SBS Drama Awards     | Migliori dieci stelle                               | Lee Joon-gi    | Vincitore/trice |
| 2008 | SBS Drama Awards     | Premio popolarità in internet                       | Lee Joon-gi    | Vincitore/trice |
| 2008 | SBS Drama Awards     | Premio amicizia                                     | Do Ki-seok     | Vincitore/trice |
| 2009 | Baeksang Arts Awards | Miglior attore (TV)                                 | Lee Joon-gi    | Candidato/a     |